# 기도 매듭

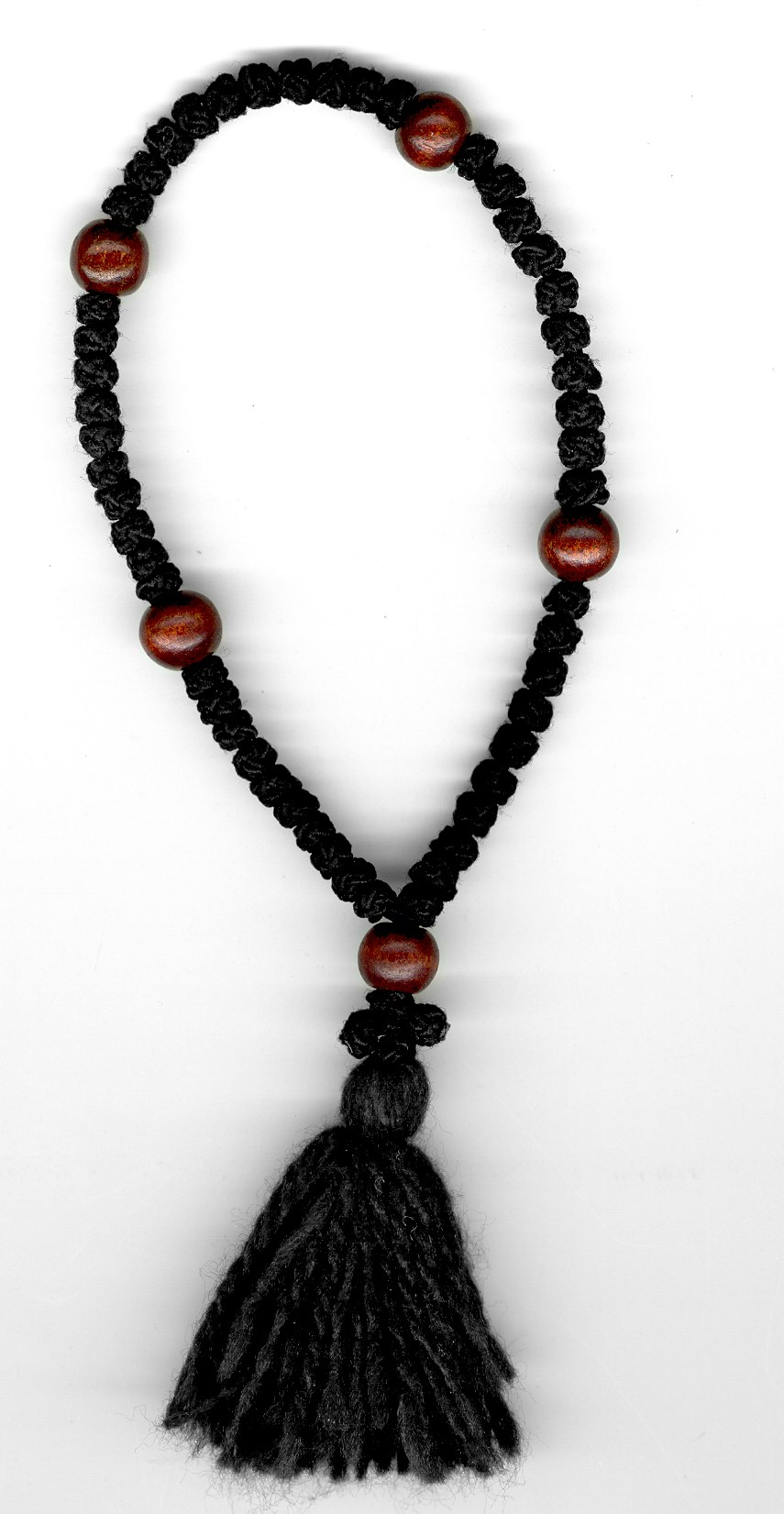
5개의 나무알과 50번의 매듭으로 구성된 기도 매듭

기도 매듭(그리스어: Kομποσκοίνι, 러시아어: Чётки)은 나무 또는 실크 등의 재질로 만든 것으로 매듭이 있는 고리이다.
기도 매듭은 동방 정교회의 수사들과 수녀들(때로는 평신도들)이 휴대하는 것 가운데 하나이며, 예수 기도 또는 경우에 따라서 다른 기도를 바칠 때 기도하는 숫자를 세기 위해서 사용하고 있다.

## 개요

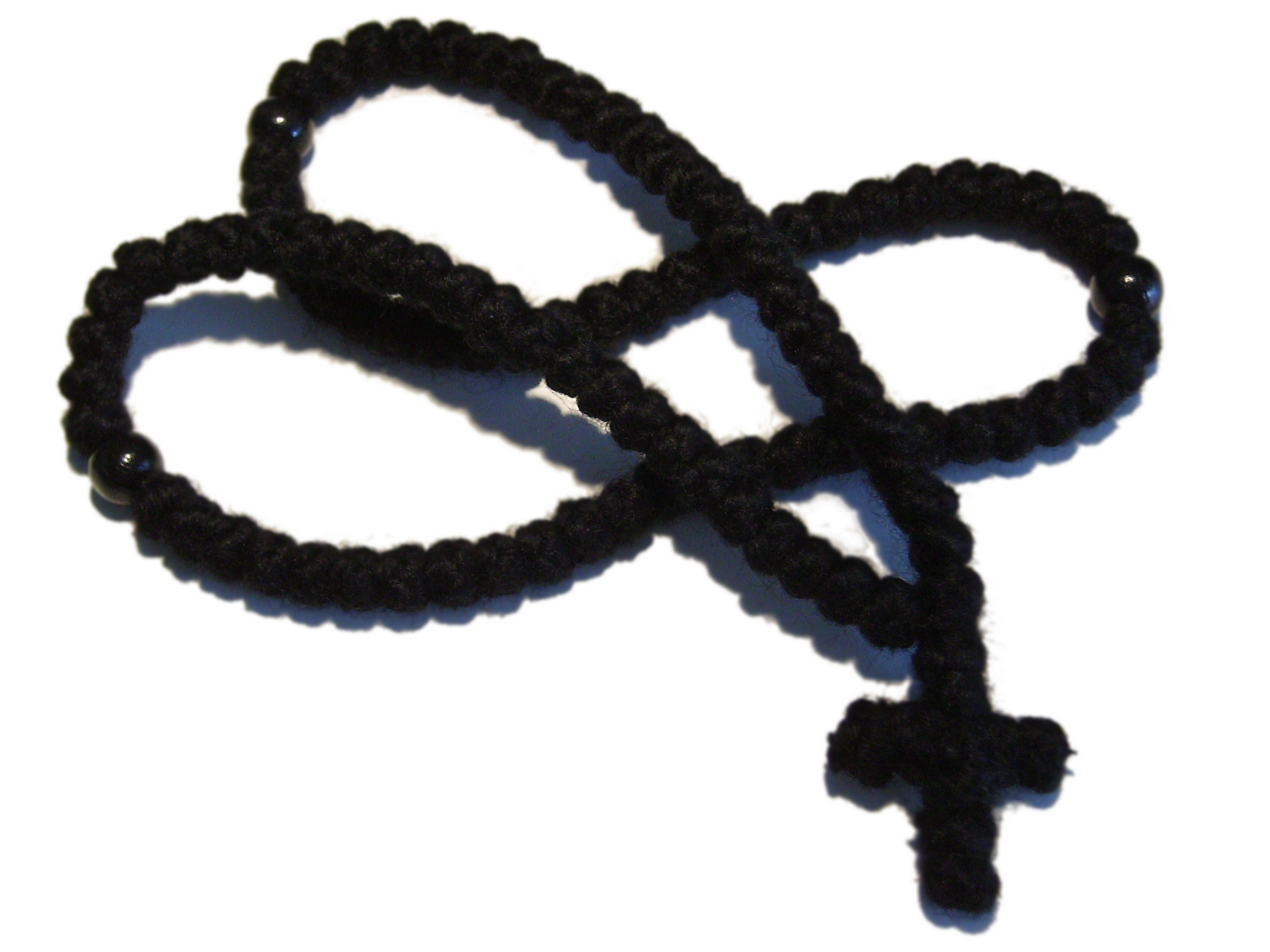
술이 안 달린 소형 기도 매듭

오늘날의 기도 매듭은 50번 내지는 30번 매듭을 짓지만, 역사적으로 기도 매듭의 전형적인 형태는 100번을 매듭짓는 것이다. 손가락에 걸고 기도하도록 10번 매듭진 기도 매듭도 있다. 주로 암자에 거주하는 은수자들은 대부분 300번 내지는 500번의 매듭이 있는 기도 매듭을 사용한다.
기도 매듭에는 매듭으로 이루어진 십자가와 매듭 고리가 이어져 있으며, 쉽게 셈을 할 수 있도록 일정한 간격으로 보통 10매듭 내지는 25매듭마다 매듭과 매듭 사이에 구슬이 있다. 길이가 긴 기도 매듭은 주로 십자가 매듭 끝에 술이 달려 있다. 술을 단 목적은 자신의 죄를 뉘우친 후 마음에 감동을 받아 흐르는 눈물을 닦기 위한 것이다. 또 다른 의미는 십자가를 통해서만 들어갈 수 있는 하늘나라의 영광을 상징하는 것이다.

## 같이 보기
- 묵주
- 예수 기도